# Eakly, Oklahoma
Eakly, Oklahoma (енгл. Eakly) град је у америчкој савезној држави Оклахома.

## Демографија
По попису из 2010. године број становника је 338, што је 62 (22,5%) становника више него 2000. године.
| Група             | 2000.       | 2010.       |
| Белци             | 221 (80,1%) | 210 (62,1%) |
| Афроамериканци    | 0 (0,0%)    | 0 (0,0%)    |
| Азијати           | 0 (0,0%)    | 0 (0,0%)    |
| Хиспаноамериканци | 38 (13,8%)  | 113 (33,4%) |
| Укупно            | 276         | 338         |